# Tulipa biebersteiniana
Tulipa biebersteiniana är en liljeväxtart som beskrevs av Schult. och Julius Hermann Schultes. Tulipa biebersteiniana ingår i släktet tulpaner, och familjen liljeväxter. Inga underarter finns listade.